# Tim Vincken
Tim Vincken (Berkel en Rodenrijs, 12 de setembro de 1986) é um futebolista neerlandês que joga atualmente pelo Feyenoord. Vincken estreou no dia 8 de março de 2005, em partida da Eredivisie contra o NEC Nijmegen, vencida por 2 à 0 pelo Feyenoord. Manteve algumas aparições nos anos seguintes, principalmente por Copas, até ter uma temporada mais regular no ano de 2006 e início de 2007, quando fez 21 partidas oficiais pelo clube. Atualmente, é cotado para substituir Romeo Castelen, vendido recentemente para o futebol alemão.

## Estatísticas
| Temporada | Clube     | País          | Liga       | Partidas | Gols |
| --------- | --------- | ------------- | ---------- | -------- | ---- |
| 2004/05   | Feyenoord | Países Baixos | Eredivisie | 3        | 0    |
| 2005/06   | Feyenoord | Países Baixos | Eredivisie | 3        | 0    |
| 2006/07   | Feyenoord | Países Baixos | Eredivisie | 21       | 1    |
| 2007/08   | Feyenoord | Países Baixos | Eredivisie | 0        | 0    |
| Total     |           |               |            | 27       | 1    |